# العلاقات الإيطالية القرغيزستانية
العلاقات الإيطالية القيرغيزستانية هي العلاقات الثنائية التي تجمع بين إيطاليا وقيرغيزستان.

## مقارنة بين البلدين
هذه مقارنة عامة ومرجعية للدولتين:
| وجه المقارنة                                              | إيطاليا                                                  | قيرغيزستان                      |
| --------------------------------------------------------- | -------------------------------------------------------- | ------------------------------- |
| المساحة (كم2)                                             | 301.34 ألف                                               | 199.95 ألف                      |
| عدد السكان (نسمة)                                         | 60.60 مليون                                              | 6.20 مليون                      |
| الكثافة السكانية (ن./كم²)                                 | 201.1                                                    | 31.01                           |
| العاصمة                                                   | روما، فلورنسا، تورينو                                    | بيشكك                           |
| اللغة الرسمية                                             | اللغة الإيطالية                                          | اللغة الروسية، اللغة القيرغيزية |
| العملة                                                    | يورو، ليرة إيطالية                                       | سوم قيرغيزستاني                 |
| الناتج المحلي الإجمالي (بليون دولار)                      | 1.93 تريليون                                             | 7.56 مليار                      |
| الناتج المحلي الإجمالي (تعادل القوة الشرائية) بليون دولار | 2.26 تريليون                                             | 20.45 مليار                     |
| الناتج المحلي الإجمالي الاسمي للفرد دولار أمريكي          | 29.96 ألف                                                | 1.10 ألف                        |
| الناتج المحلي الإجمالي للفرد دولار أمريكي                 | 35.46 ألف                                                |                                 |
| مؤشر التنمية البشرية                                      | 0.873                                                    | 0.655                           |
| رمز المكالمات الدولي                                      | +39                                                      | +996                            |
| رمز الإنترنت                                              | .it                                                      | .kg                             |
| المنطقة الزمنية                                           | توقيت وسط أوروبا، ت ع م+01:00، ت ع م+02:00، أوروبا/روما ‏ | ت ع م+06:00                     |

## منظمات دولية مشتركة
يشترك البلدان في عضوية مجموعة من المنظمات الدولية، منها:
| علم المنظمة | اسم المنظمة                        | تاريخ انضمام إيطاليا | تاريخ انضمام قيرغيزستان |
| ----------- | ---------------------------------- | -------------------- | ----------------------- |
|             | يونسكو                             | ?                    | 2 يونيو 1992            |
|             | اتفاقية السماوات المفتوحة          | ?                    | ?                       |
|             | مؤسسة التمويل الدولية              | 27 ديسمبر 1956       | 11 فبراير 1993          |
|             | بنك التنمية الآسيوي                | 1966                 | 1994                    |
|             | منظمة حظر الأسلحة الكيميائية       | ?                    | ?                       |
|             | مؤسسة التنمية الدولية              | 24 سبتمبر 1960       | 24 سبتمبر 1992          |
|             | منظمة التجارة العالمية             | 1995                 | ?                       |
|             | منظمة الأمن والتعاون في أوروبا     | 25 يونيو 1973        | 30 يناير 1992           |
|             | وكالة ضمان الاستثمار متعدد الأطراف | 29 أبريل 1988        | 21 سبتمبر 1993          |
|             | الاتحاد البريدي العالمي            | ?                    | ?                       |
|             | الاتحاد الدولي للاتصالات           | 1866                 | 20 يناير 1994           |
|             | منظمة الشرطة الجنائية الدولية      | ?                    | ?                       |
|             | الأمم المتحدة                      | 14 ديسمبر 1955       | 2 مارس 1992             |
|             | البنك الدولي للإنشاء والتعمير      | 27 مارس 1947         | 18 سبتمبر 1992          |

## وصلات خارجية
- موقع وزارة الخارجية الإيطالية